# Felicity Feline
Felicity Feline (Long Island, Nueva York; 21 de julio de 1992) es una motorista, bailarina, productora musical y baterista de rock, actriz pornográfica y modelo erótica estadounidense.

## Biografía
Felicity Feline, nombre artístico de Morgan E. Wellinger, nació en Long Island en el estado de Nueva York. Creció tocando la batería desde muy pequeña, afición que la llevó a que en el colegio y posteriormente el instituto perteneciera a las bandas escolares, realizando percusión, jazz, sinfónico, desfiles, etc. Posteriormente, ingresó en la universidad, donde estudió fotografía y diseño gráfico durante dos años, para más tarde ingresar en la carrera de sociología.
Fue en su etapa universitaria cuando comenzó a realizar sus primeros trabajos como modelo erótica. Cuando tuvo la oportunidad de trabajar con una productora pornográfica en San Diego se trasladó a California buscando entrar en la industria. Pese a que grabó algunas escenas anteriores a 2015, fue ese año en el que apareció finalmente como actriz, grabando su primera escena, a los 23 años para la productora web D&E. Meses más tarde grabó su primera escena de sexo lésbico con India Summer, en Lesbian Stepdaughters,
Como actriz ha trabajado para productoras como Evil Angel, Reality Kings, Burning Angel, Zero Tolerance, Amateur Allure, Le Wood Productions, 3rd Degree, Spizoo, Brazzers, Mofos, Jules Jordan Video, Diabolic Video o Fetish Network, entre otras.
En 2017 obtuvo su primera nominación en los Premios AVN en la parcela en la que los fans deciden los premios, en la categoría de Debutante más caliente. Llegó a aparecer como actriz en más de 110 películas y escenas.
Algunas películas de su filmografía son Anal Encores, Cum On My Tattoo 6, Dare Dorm 31, Fantasy Anal Play, Fucking Flexible 2, Mick's Anal Teens 4, Perv City University Anal Majors 3, Spoiled Brats, Strap-On Anal o Young and Anal.
Fuera de la industria, su faceta profesional multidisciplinar le llevaron a ampliar horizontes y a trabajar en la fotografía, el motociclismo, la nutrición y la música, campo en el que destaca como productora musical y como baterista del grupo californiano de sludge metal Garbeast.

## Premios y nominaciones
| Año  | Ceremonia    | Resultado | Premio                             | Trabajo                  |
| ---- | ------------ | --------- | ---------------------------------- | ------------------------ |
| 2017 | Premios AVN  | Nominada  | Premio fan: Debutante más caliente | —                        |
| 2018 | Inked Awards | Nominada  | Estrella del año                   | —                        |
| 2018 | Inked Awards | Nominada  | Mejor escena grupal                | Bloodthirsty Biker Babes |
| 2018 | Inked Awards | Ganadora  | Mejor escena lésbica               | Bloodthirsty Biker Babes |